# 世界宗教

这些符号通常与被称为“世界宗教”的六种宗教相关：从顶部顺时针方向依次代表：犹太教、伊斯兰教、佛教、印度教、道教和基督教

根据皮尤研究中心的预测，该数据可视化使用圆点（每个圆点代表2.3亿人）显示2010年至2050年世界宗教人口结构的变化

世界宗教（英語：World religions）是宗教研究中使用的一个分类术语，用于划分至少五种（在某些情况下更多）被认为特别庞大、国际上广泛传播，或者对西方文化发展有影响的宗教。伊斯兰教、犹太教、基督教、印度教和佛教始终包含在其中，其通常与民间宗教、部族宗教和新兴宗教等分类并列使用。
世界宗教范式于1960年代从英国开始发展，由尼尼安·斯马特等宗教现象学学者率先提出，旨在拓宽宗教研究的范围，不再仅限于关注基督教，而是考虑世界各地的其他主要传统宗教。世界宗教范式通常被教导本科宗教研究的讲师使用，也是英国学校教师使用的框架，其强调将这些宗教运动视为独特且相互排斥的实体，这也对西方国家和其他地区的宗教分类（例如人口普查）产生更广泛的影响。
20世纪末开始，世界宗教范式受到乔纳森·Z·史密斯等部分宗教学者的批评，其中一些人主张放弃世界宗教范式。批评者认为世界宗教范式并不适宜，因为它将尼西亚基督教的新教分支作为构成“宗教”的模型；它与现代性话语紧密相连，包括现代社会中存在的权力关系；它鼓励对宗教进行不加批判的理解；它对哪些宗教应该被视为“主要”做出价值判断。其他人则认为，只要让学生意识到这是一个社会建构主义的类别，它在课堂上仍然有用。

## 定义

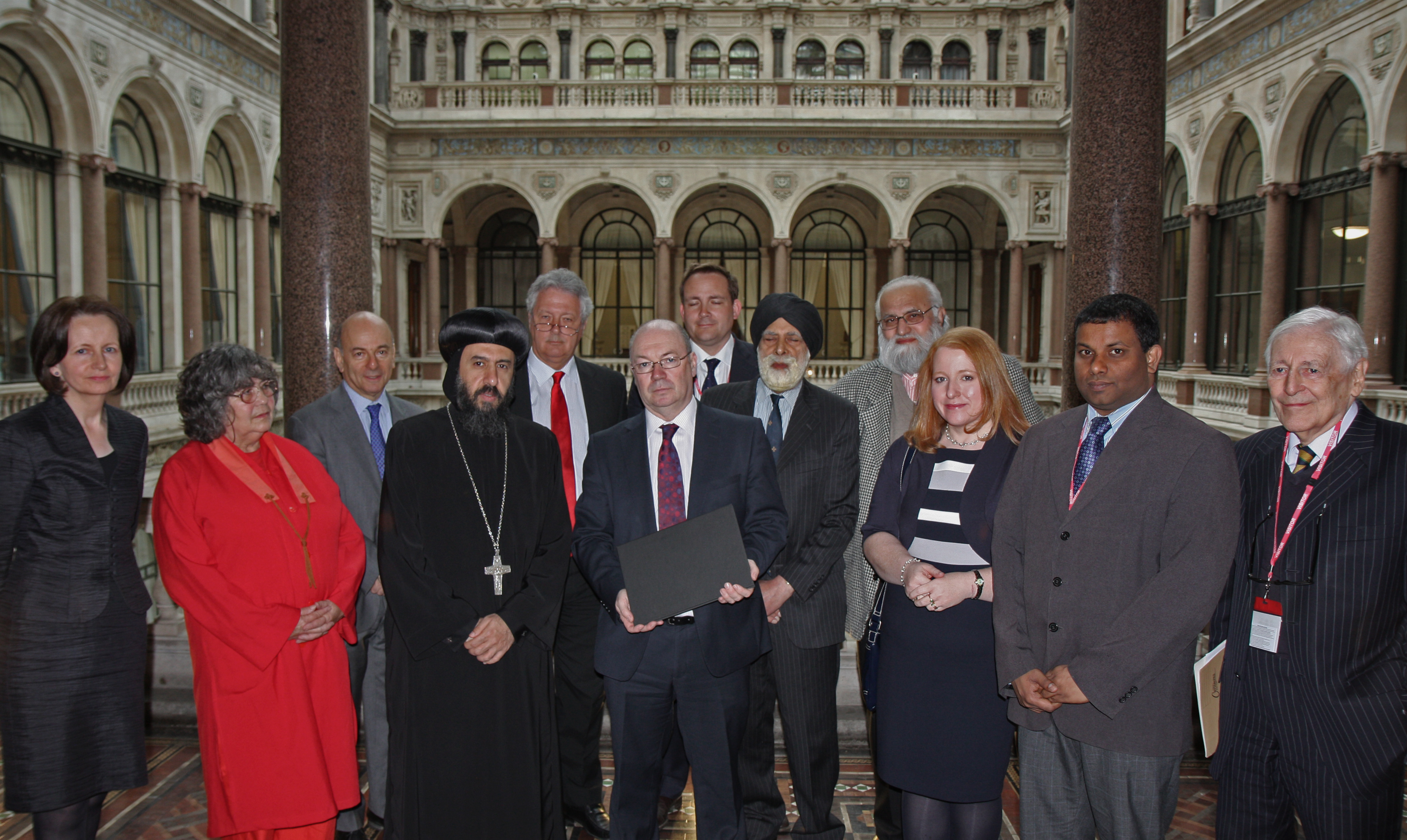
2013年英国举办的跨宗教对话活动，参与者包括巴哈伊教、佛教、基督教、印度教、伊斯兰教、犹太教和锡克教的导师，这些信仰体系均被归类为“世界宗教”

宗教学者克里斯托弗·R·科特和戴维·G·罗伯逊将“世界宗教范式”描述为“一种思考宗教的特殊方式，这种方式将宗教组织成一套具有所谓‘全球’意义的独立传统。” 它通常由“五大宗教”组成，即是：佛教、基督教、印度教、伊斯兰教和犹太教。 科特和罗伯逊指出，“五大宗教”通常按照“亚伯拉罕中心顺序”（Abrahamocentric order）排列，将最主要的三大亚伯拉罕诸教——基督教、犹太教和伊斯兰教，置于非亚伯拉罕诸教的印度教和佛教之前。 这个类别有时也扩大到其他主要宗教团体，包括：巴哈伊教、锡克教和琐罗亚斯德教。
犹太教被列入“五大宗教”的原因，是因为它对基督教和伊斯兰教的影响，也因为它与西方文化传统对西方历史的理解有关，然而这并非毫无争议。 从宗教人口统计学角度而言，犹太教并不适合列入主要宗教，因为世界上的犹太教徒数量，远远少于基督教徒、穆斯林（伊斯兰教徒）、印度教徒和佛教徒。 同样地，如果这个分类的定义是在国际上传播，那么犹太教也不适合列入其中，因为犹太教在历史上一直是一种非传教性的宗教。
许多学者将“世界宗教”类别与其他“包罗万象”的类别（如“新兴宗教”和“部族宗教”）一起使用。 宗教学者史蒂文·J·萨特克利夫将这三个分类之间的关系，与英格兰足球联赛系统进行比较，形容“世界宗教”组成超级联赛、“新兴宗教”组成冠军联赛、“部族宗教”组成甲组联赛。 宗教学者格雷厄姆·哈维指出，许多学者对被归入“部族宗教”等分类的宗教群体，重视程度不如“世界宗教”，他认为“部族宗教应该受到与更大的‘世界宗教’同等的尊重。”

## 历史
科内利斯·蒂勒认为宗教的发展是区分为不同阶段，从开始的自然宗教到神话宗教，然后是教义宗教，最后是世界宗教或普世宗教；最后一个阶段在性质上有所不同，渴望被所有人接受，并基于抽象的原则和准则。他于1877年在这些宗教类别中，将佛教、基督教和伊斯兰教列为普世宗教（universal religions）。
我们所说的‘世界宗教’是指五大宗教或宗教决定的生活规范体系，它们知道如何聚集众多信徒。这里使用的这个术语完全是价值中立。儒教、印度教、佛教、基督教和伊斯兰教的宗教伦理，都属于世界宗教的范围。——马克斯·韦伯《世界宗教的社会心理学》，1915年
韦伯的五大“世界宗教”中，其中四种宗教——基督教、伊斯兰教、印度教和儒教，与主要文明有关；第五种宗教——佛教，则与主要文明无关。为什么会这样呢？……但总体而言，佛教在印度几乎绝迹，而中国和日本则将其改编并融入现有文化，这意味着尽管佛教是一种主要宗教，但它并不是主要文明的基础。——塞缪尔·P·亨廷顿《文明冲突与世界秩序的重塑》，1996年
科特和罗伯逊指出“世界宗教范式”的历史，与宗教研究作为一门学科的历史，有着“密切相关”的联系。 它起源于宗教现象学的方法，该方法强调对宗教进行描述，而不是对宗教进行批判性分析。
通过尼尼安·斯马特等学者的努力，世界宗教范式被整合到整个教育体系中，他们于1969年组建“世界宗教教育夏普工作组”。 引入世界宗教范式的目的，是使西方教育不再仅限关注基督教。 然而，它以西方自由新教为基线，并通过自由新教规范和价值观的框架，来解释这些不同的宗教传统，包括强调神学是某一宗教的核心。 它还反映后启蒙运动的基督教，将不同宗教群体视为独特、互斥类别的方法。 此外，它反映1960年代英国的社会政治关注，而该范式就是在这种环境中产生。
随后，世界宗教范式超越学科范围，影响不同宗教群体的许多成员的“传达感知”。 世界宗教范式构成英国教育体系中宗教教学的框架，英国教师在所有三个关键阶段都被要求教授基督教；而到第三关键阶段结束时，他们还必须教授其他“五大主要宗教”：佛教、印度教、伊斯兰教、犹太教和锡克教。 同样，许多国家的人口普查也反映了世界宗教范式的影响，因为人口普查只允许受访者描述自己信奉某一特定的宗教信仰，而实际上许多人同时认同各种不同的宗教传统。 这种互相排斥的宗教身份观念，不仅是西方社会的现象，在其他社会文化背景中也能找到；例如，印度教民族主义经常宣扬印度教和佛教是互相排斥的观点，尽管事实上有些南亚人混合着印度教和佛教习俗。
宗教学者塔拉·鲍德里克-莫罗内、迈克尔·格拉齐亚诺和布拉德·斯托达德表示“世界宗教范式既不中立也不自然，但它的社会权威源于两者的结合。”

## 批评
世界宗教范式的实用性，遭到许多宗教学者持续而严厉的批评， 格雷厄姆·哈维指出许多学者对其表示“强烈反对”、 乔纳森·Z·史密斯于1978年称其为“可疑类别”。
对世界宗教范式框架的主要批评之一，它是基于一种以尼西亚基督教的新教分支，作为基础的“宗教”模型。 第二个批评，它是植根于现代性话语，包括现代社会中存在的权力关系。 根据史密斯的观察心得，该框架是由西方学者从西方视角构建；他指出唯一被纳入其中的宗教，是那些“拥有足够的权力和数量进入我们（即西方社会）历史的宗教，无论其是塑造、彼此互动或阻挠历史”，即是代表“我们（即西方社会）必须应对的重要地缘政治实体。” 世界宗教范式框架还通过将活跃于特定宗教活动的识字精英，对特定传统的单方面解释，呈现为宗教权威来赋予特权，从而掩盖非识字、边缘化和本地实践者提出的其他解释。 例如，宗教学者苏珊娜·欧文指出：“作为世界宗教的印度教，并不包括作为乡村宗教的印度教。”
对世界宗教范式的第三个批评，它鼓励一种不加批判、自成一类的“宗教”模式。 它以抽象和本质化的形式，呈现每一种“世界宗教”，没有考虑到宗教的混合性。 例如，在讲授基督教时，它并不提及转世，因为这通常不被视为基督教的教义，但有些基督徒却相信转世。 第四个批评，它在选择关注“主要宗教”时，对什么是“主要”、什么“不是主要”做出价值判断。

### 教育学范式
许多宗教学者抵制对世界宗教范式的挑战， 据报道截至2016年，世界宗教范式仍在大学宗教研究入门课程中广泛存在。 许多讲师认为，向本科生解释对世界宗教范式的批判会很困难，因为这种批判对许多人来说太复杂，难以理解。 也有人为它的继续使用进行辩护，声称这是本科生所期望的内容，它反映他们在学校所学的成果。
有些学者主张完全摒弃世界宗教范式，科特和罗伯逊提出这样的观点：“继续不加批判地使用世界宗教范式，会滋生相对主义的自我沉思，而这种沉思在当代研究型大学中毫无立足之地。” 欧文认为“只要宗教研究继续将世界宗教范式作为默认方法（即使在解构之后），它就无法完成其人文主义任务”，因为它只会进行“知识转移”，而不是“批判性地参与文化和知识。” 有些学者用来教授宗教的另一种框架是“生活宗教”范式，它强调的不是独特的宗教传统，而是个人的经历和实践。 另外一种选择是“物质宗教”框架，它侧重于通过物质文化和实物来研究宗教。 欧文根据她的经验指出，许多学生在期待世界宗教范式时，会表现出“对替代方案的最初抵触情绪”；她以在利兹三一大学教授的宗教入门课程为例，该课程是按照主题而不是按照世界宗教范式构建，这在许多本科生中引起恐慌。
许多批评世界宗教范式的学者发现，他们不得不将其作为本科生入门课程的一部分来教授。 有些讲师花费大量课程时间来教授这个概念，之后又花费几节课时间来将其解构。 有些学者认为，即使使用世界宗教范式来教授学生，这也可能是鼓励他们批判性地思考，如何是分类形成的好方法。 例如，史蒂文·W·拉米主张向学生清楚地表明，世界宗教范式是一种“建构话语”的方式。 同样地，鲍德里克-莫罗内、格拉齐亚诺和斯托达认为，向本科生讲授世界宗教范式，有助于向学生解释“分类是一种社会行为。” 他们指出学生在完成这门课程后，不仅会更多地了解世界宗教类别中包含的具体宗教传统，而且还会“知道如何更好地审视周围的世界。” 为避免将不同宗教传统描述成僵化或同质的类别，泰穆·泰拉建议引入民族志案例研究，以更好地解释人们的生活现实与宗教传统的用途。

### 引用来源
1. ↑  Cotter & Robertson 2016a，第vii頁.
2. ↑  Owen 2011，第254頁; Cotter & Robertson 2016b，第2頁.
3. 1 2  Cotter & Robertson 2016b，第2頁.
4. 1 2 3 4 5  Owen 2011，第254頁.
5. 1 2 3  Taira 2016，第80頁.
6. ↑  Sutcliffe 2016，第26頁.
7. ↑  Harvey 2000，第3頁.
8. 1 2 3 4 5  Owen 2011，第258頁.
9. ↑  Cornelis Petrus Tiele. . James R. Osgood. 1877: 4.
10. ↑  Max Weber. . . Routledge. 1948.
11. ↑  Samuel P. Huntington. . Simon & Schuster. 1996: 47-48. ISBN 0-684-84441-9.
12. ↑  Cotter & Robertson 2016b，第3頁.
13. 1 2 3  Owen 2011，第260頁.
14. 1 2 3  Owen 2011，第259頁.
15. ↑  Ramey 2016，第50頁.
16. ↑  Owen 2011，第263頁.
17. ↑  Baldrick-Morrone, Graziano & Stoddard 2016，第38頁.
18. ↑  Cotter & Robertson 2016b，第8頁.
19. 1 2 3 4  Cotter & Robertson 2016b，第7頁.
20. ↑  Harvey 2013，第201頁.
21. 1 2  Smith 1978，第295頁.
22. ↑  Owen 2011，第255頁; Cotter & Robertson 2016b，第8–9頁.
23. ↑  Owen 2011，第255頁.
24. 1 2  Cotter & Robertson 2016b，第12頁.
25. ↑  Cox 2016，第xii頁.
26. 1 2  Cotter & Robertson 2016b，第10頁.
27. ↑  Ramey 2016，第49頁.
28. ↑  Owen 2011，第257頁.
29. ↑  Cotter & Robertson 2016b，第12–13頁.
30. ↑  Cotter & Robertson 2016b，第13頁.
31. ↑  Ramey 2016，第48頁.
32. 1 2  Baldrick-Morrone, Graziano & Stoddard 2016，第39頁.
33. ↑  Taira 2016，第82頁.

## 衍生阅读
百科全书
- Doniger, Wendy (编). . Encyclopaedia Britannica. 2006. ISBN 978-1593392666.
- Juergensmeyer, Mark; Roof, Wade Clark (编).  1. Los Angeles, Ca: SAGE Publ. 2012. ISBN 978-0-7619-2729-7.
- . Springfield, Ma: Merriam-Webster. 1999. ISBN 0-87779-044-2.

其他作品
- Fitzgerald, Timothy. . Religion. 1990, 20: 101–118. doi:10.1016/0048-721X(90)90099-R.
- Masuzawa, Tomoko. . Chicago: University of Chicago Press. 2005.
- Searle-Chatterjee, M. . Ethnic and Racial Studies. 2000, 23 (3): 497–515. S2CID 145681756. doi:10.1080/014198700328962.
- Segal, Robert. . Journal of Religion. 2007, 87 (1): 146–148. doi:10.1086/511373.